# January Jones
January Kristen Jones (n. 5 ianuarie 1978)  este o actriță americană. A devenit cunoscută datorită rolurilor Betty Draper din Mad Men și Cadence Flaherty din American Wedding. A jucat rolul principal în filmul Love's Enduring Promise, unde a interpretat rolul celui mai mare copil de familie, care se îndrăgostește de un bărbat misterios care îi salvează viața tatălui său. A fost apreciată și pentru rolurile avute în Anger Management (2003), Pur și simplu dragoste și Dirty Dancing: Havana Nights. În anul 2005 a apărut în The Three Burials of Melquiades Estrada, regizat de Tommy Lee Jones. În pelicula We Are Marshall (din 2006) a jucat rolul lui Carol Dawson, soția antrenorului de fotbal William "Red" Dawson. A apărut în sezonul 18 al serialului Lege și ordine, în episodul "Quit Claim". A jucat și în producția britanică The Boat That Rocked. În anul 2002 a apărut în topul Celor mai atrăgătoare femei alcătuit de revista Maxim, pe locul 82. În mai 2009 a apărut pe coperta revistei GQ. În 2009 a fost gazda show-ului Saturday Night Live, unde a interpretat câteva piese ale trupei Black Eyed Peas. Prestația ei a fost foarte contestată la acea vreme. În august 2010, în presa de specialitate au apărut stiri potrivit cărora ea ar fi fost distribuită în Emma Frost din X-Men: First Class, regizat de Matthew Vaughn. În 2011 apare împreună cu Liam Neeson și Diane Kruger în thrillerul Necunoscutul, regizat de Jaume Collet-Serra.

## Filmografie
- Al naibii tratament! (2003)